# ريتشارد بارك (رجل أعمال)
ريتشارد بارك (بالإنجليزية: Richard Park)‏ هو مقدم تلفزيوني وشخصية أعمال ومعلق رياضي بريطاني، ولد في 10 مارس 1948 في كيركالدي في المملكة المتحدة.